# (20086) 1994 LW
(20086) 1994 LW est un astéroïde Amor découvert en 1994.

## Description
(20086) 1994 LW a été découvert le 12 juin 1994 à l'observatoire de Siding Spring, situé près de Coonabarabran, en Nouvelle-Galles du Sud, en Australie, par Robert H. McNaught.

### Caractéristiques orbitales
L'orbite de cet astéroïde est caractérisée par un demi-grand axe de 3,18 UA, un périhélie de 1,20 UA, une excentricité de 0,62 et une inclinaison de 21,78° par rapport à l'écliptique. Du fait de ces caractéristiques, à savoir un périhélie compris entre 1,017 et 1,3 UA, il est classé comme astéroïde Amor, une famille d'astéroïdes géocroiseurs, s'approchant de l'orbite de la Terre.

### Caractéristiques physiques
(20086) 1994 LW a une magnitude absolue (H) de 16,7 et un albédo estimé à 0,311.